# خواهرزن کوچک

صحنه‌ای از فیلم.

خواهرزن کوچک (ایتالیایی: La cognatina) یک فیلم اروتیک به کارگردانی سرجو برگونتسلی است که در سال ۱۹۷۵ منتشر شد.

## گزیدهٔ بازیگران
- کارین وِل
- گرتا ویان
- رابرت وودز
- پوپو د لوکا